# Milo de Montlhéry
Milo I de Montlhéry ou Milon I o Grande (m. 1102) foi o senhor de Montlhéry de 1095 até à sua morte. Era filho de Guido I de Montlhéry e Hodierna de Gometz.
A identidade de sua primeira esposa é desconhecida. A sua segunda esposa foi Lituise, filha de Estêvão, Conde de Blois. Esse casamento era desproporcionado para um nobre de estatuto tão baixo quanto Milo, mas permitiu ao Conde de Blois expandir a sua influência sobre territórios entre os seus domínios perto da Loire (Blois e Chartres) e seus outros domínios na Champanhe (Meaux e Troyes). Graças a essa ligação, Milo tornou-se visconde de Troyes.
Teve quatro filhos:
- Guido Trousseau, senhor de Monthléry;
- Milo II (m. 1118), senhor de Montlhéry e Braye, visconde de Troyes;
- Isabel de Montlhéry, casou com Teobaldo de Dampierre;
- Emelina de Montlhéry (m. 1121), casou com  Hugo II Bardoul, senhor de Broyes